# 炮神

《炮神》是杜修斌、王飞执导的电视剧，2015年出品，次年上映，共43集，该作品主要讲述的是马夫兵杨志华在经历了多次的战争中，逐渐成为“炮神”的故事。

## 剧情简介
1927年，马夫杨志华意外的进入了学校，并结识了杜清明，并在学校中，在一位日本老师的教授下成为了一个优秀的，但是没什么文化的炮手，随后二人毕业后，杨志华加入了共产党，杜清明加入了国民党。
抗日战争爆发后，二人统一战线，一起抗日。抗日战争后，二人兵戎相见。
不过最后，他们还是决定合作，只不过最后杜清明被杀。
故事的最后，解放后的杨志华回到了曾经的学校，并回忆起了之前的事情。

## 演员表
- 于震 饰 杨志华
- 刘小锋 饰 杜清明
- 牛丽燕 饰 李慕兰
- 张光北 饰 杜清时
- 张笑君 饰 枝野胜男
- 马驰[5] 饰 枝野椿木
- 尹馨梓 饰 邓玉萍
- 王佳宁 饰 陈永立
- 王超 饰 李秋白
- 马精武 饰 杜老太爷

## 获奖记录
- 2016年3月8日，该作在上海电视剧制播年会暨中国电视剧品质盛典中，获得了观众最喜爱的电视剧奖
- 2017年6月，该作获得第一联盟收视贡献奖。[6]

## 相關連結
- 豆瓣电影上《炮神》的資料 （简体中文）
- 观看地址 （页面存档备份，存于）